# Jessica Pegula
Jessica Pegula (Búfalo, Nueva York, 24 de febrero de 1994) es una jugadora de tenis profesional estadounidense. Profesional desde 2009, no fue hasta el año 2019 cuando comenzó a realizar grandes actuaciones a nivel WTA como su título WTA 250 en Washington, y más tarde durante las temporadas 2021 y 2022, siendo una de las jugadoras con mayor regularidad del circuito llegando a cuartos de final de Grand Slam en cuatro ocasiones (tres en el año 2022), lo que la ha llevado a clasificarse para el Torneo de maestras 2022 celebrado en la ciudad texana de Fort Worth como tercera del año.

## Trayectoria deportiva

#### 2023: semifinalista de dobles del Abierto de Australia, campeona de dobles del Torneo de Doha, ganadora de dobles del Masters de Miami , finalista de dobles de los Masters de Madrid y Roma, campeona del Masters de Canadá, finalista en dobles mixtos del Abierto de Estados Unidos, vencedora del Torneo de Seúl y finalista de las WTA Finals
En el Abierto de Australia vence en las primeras rondas a Jaqueline Cristian (6-0, 6-1), Aliaksandra Sasnóvich (6-2, 7-6), Marta Kostiuk (6-0, 6-2) y Barbora Krejčíková (7-5, 6-2); pierde en cuartos de final ante Victoria Azárenka (4-6, 1-6). También participa en el cuadro de dobles femeninos junto a Coco Gauff donde son semifinalistas y en el cuadro de dobles mixtos junto a Austin Krajicek perdiendo en primera ronda. 
Se proclama campeona de dobles del Torneo de Doha junto a Coco Gauff al imponerse en la final 6-4, 2-6, 10-7 a Liudmila Kichenok y Jeļena Ostapenko. En este mismo torneo también es finalista en el cuadro individual perdiendo 6-3, 6-0 contra Iga Świątek.
Es semifinalista en individuales del Torneo de Dubái perdiendo 1-6, 7-5, 0-6 frente a Barbora Krejčíková.
En el Masters de Indian Wells pierde en octavos de final contra Petra Kvitová (6-2, 3-6, 7-6). En el cuadro de dobles también pierde en octavos de final junto a Coco Gauff.
Es campeona del Masters de Miami junto a Coco Gauff al imponerse 6-7, 2-6 a Taylor Townsend y Leylah Fernandez. En el cuadro individual es semifinalista perdiendo 7-6, 6-4 contra Yelena Rybákina.
Es semifinalista del Torneo de Charleston perdiendo 5-7, 6-7 ante Belinda Bencic. 
En el Masters de Madrid es finalista en dobles junto a Coco Gauff perdiendo 1-6, 4-6 contra Victoria Azárenka y Beatriz Haddad Maia. En el cuadro individual pierde en cuartos de final contra Veronika Kudermétova (4-6, 6-0, 4-6).
En el Masters de Roma vuelve a ser finalista de dobles junto a  Coco Gauff cayendo 4-6, 4-6 ante Storm Hunter y Elise Mertens. En el cuadro individual pierde en primera ronda frente a Taylor Townsend (6-2, 3-6, 6-3).
En Roland Garros participa en los tres cuadros: individuales, dobles femeninos junto a  Coco Gauff  y dobles mixtos junto a Austin Krajicek. En individuales gana las dos primeras ronda frente a Danielle Collins (4-6, 2-6) y Camila Giorgi tras la retirada de esta; pierde en tercera ronda frente a Elise Mertens (6-1, 6-3). En dobles femeninos son semifinalistas perdiendo 6-0, 6-4 ante Taylor Townsend y Leylah Fernandez. En el dobles mixto pierden en primera ronda.
En el Torneo de Eastbourne es semifinalista en dobles con Coco Gauff pero se retiran antes de disputar el partido. 
En Wimbledon vuelve a participar en los tres cuadros junto a sus parejas habituales. En individuales vence sus primeros cuatro partidos a Lauren Davis (6-2, 6-7, 6-3), Cristina Bucșa (6-1, 6-4), Elisabetta Cocciaretto (6-4, 6-0) y Lesia Tsurenko (6-1, 6-3); pierde en cuartos de final 4-6, 6-2, 4-6 ante Markéta Vondroušová. En dobles femeninos pierden en octavos de final y en dobles mixtos no llegan a disputar ningún partido al retirarse. 
Es semifinalista del Torneo de Washington perdiendo 3-6, 6-4, 2-6 ante María Sákkari.
Se proclama vencedora del Masters de Canadá al ganar 6-1, 6-0 a Liudmila Samsónova y superar en las rondas previas a Yúliya Putíntseva, Jasmine Paolini, Coco Gauff e Iga Świątek. 
En el Masters de Cincinnati pierde en octavos de final contra Marie Bouzková (6-4, 6-0).
En el Abierto de Estados Unidos participa en los tres cuadros. En individuales vence en las tres primeras ronda a Camila Giorgi (2-6, 2-6), Patricia Maria Țig (3-6, 1-6) y Elina Svitólina (4-6, 6-4, 2-6); pierde en octavos de final contra Madison Keys (6-1, 6-3). En dobles femeninos pierden en cuartos de final y en dobles mixtos, junto a Austin Krajicek, son finalistas perdiendo 3-6, 4-6 ante Anna Danilina y Harri Heliövaara.
Es finalista del Torneo de Tokio perdiendo 7-5, 6-1 contra Veronika Kudermétova y se proclama vencedora del Torneo de Seúl al ganar 6-2, 6-3 a Yue Yuan.
Se clasifica para las WTA Finals de Cancún tanto en individuales como en dobles. En individuales gana sus tres partidos de la fase de grupos a Yelena Rybákina (5-7, 2-6), Aryna Sabalenka (4-6, 3-6) y María Sákkari (6-3, 6-2); también gana la semifinal a Coco Gauff (6-2, 6-1) y pierde la final ante Iga Świątek (1-6, 0-6).
En dobles juega junto a Coco Gauff perdiedo los tres partidos de la fase de grupos frente a las parejas formadas por Erin Routliffe y Gabriela Dabrowski (6-7, 3-6), Barbora Krejčíková y Kateřina Siniaková (6-3, 5-7, 6-10), Laura Siegemund y Vera Zvonariova (6-3, 4-6, 8-10).

#### 2024: campeona del Masters de Canadá, finalista del Masters de Cincinnati y del Abierto de Estados Unidos, clasificada para las WTA Finals
Es una de las componentes del equipo de Estados Unidos en la United Cup en Perth junto a Taylor Fritz, Alycia Parks, Denis Kudla, Desirae Krawczyk y Rajeev Ram, defendiendo el título. No pasan de la fase de grupos.
Se tiene que retirar antes de su partido de semifinales del Torneo Internacional de Adelaida ante Daria Kasátkina.
En el Abierto de Australia gana en primera ronda a Rebecca Marino (2-6, 4-6) y pierde en segunda ante Clara Burel (6-4, 6-2). 
En el mes de febrero anuncia que tiene una lesión de cuello y no jugará los próximos torneos. 
Es finalista de dobles junto a Desirae Krawczyk del Torneo de San Diego y semifinalista en el cuadro individual. 
En el Masters de Indian Wells pierde en primera ronda contra Anna Blinkova (2-6, 6-3, 3-6) y en el cuadro de dobles alcanza los cuartos de final junto a Coco Gauff.
En el Masters de Miami pierde en cuartos de final 3-6, 6-4, 6-4 contra Yekaterina Aleksándrova.
Es semifinalista del Torneo de Charleston perdiendo contra Daria Kasátkina (4-6, 6-4, 6-7).
Pegula, de nuevo lesionada, anuncia que no jugará la temporada de tierra incluido Roland Garros. 
Ya en la temporada de hierba, se proclama campeona del Torneo de Berlín al imponerse en la final 6-7, 6-4, 7-6 a Anna Kalínskaya.
En Wimbledon gana en primera ronda a su compatriota Ashlyn Krueger (2-6, 0-6) y pierde en segunda ante Wang Xinyu (6-4, 6-7, 6-1). En el cuadro de dobles juega junto a Coco Gauff y pierden en cuartos de final. 
Participa en los Juegos Olímpicos de París tanto en individuales como en dobles femenino junto a Coco Gauff. En el cuadro individual vence en primera ronda a la suiza Viktorija Golubic (6-3, 6-4) y pierde en segunda ronda ante la ucraniana Elina Svitólina (6-4, 1-6, 3-6). En el cuadro de dobles vencen en primera ronda a las australianas Ellen Perez y Daria Saville (6-3, 6-1) y pierden en segunda ronda ante las checas Karolina Muchova y Linda Noskova (6-2, 4-6, 5-10). 
Es campeona del Masters de Canadá al imponerse 6-3, 2-6, 6-1 a Amanda Anisimova y tras vencer en las rondas previas a Karolína Plíšková, Ashlyn Krueger, Peyton Stearns y Diana Shnaider. 
Es finalista del Masters de Cincinnati perdiendo 6-3, 7-5 ante Aryna Sabalenka. En las ronda anteriores vence a Karolína Muchová, Taylor Townsend, Leylah Fernandez y Paula Badosa. 
También en finalista del Abierto de Estados Unidos repitiéndose una nueva final frente a Aryna Sabalenka y siendo derrotada de nuevo 5-7, 5-7. En las rondas previas vence a Sofia Kenin (6-7, 3-6), Jéssica Bouzas Maneiro (3-6, 3-6), Diana Shnaider (4-6, 2-6), Iga Świątek (2-6, 4-6) y Karolína Muchová (1-6, 6-4, 6-2). 
En el Torneo de Pekín pierde 6-4, 6-0 en cuartos de final ante Paula Badosa y en la Premier de Wuhan en octavos de final 6-3, 7-5 ante Wang Xinyu. En este mismo torneo es finalista de dobles junto a Asia Muhammad. 
Se clasifica para los individuales de las WTA Finals en Riad como jugadora número 6. Juega los dos primeros partidos de la fase de grupos perdiendo ambos contra Coco Gauff (6-3, 6-2) y contra Barbora Krejčíková (3-6, 3-6). Antes de su tercer partido contra Iga Świątek se retira lesionada. 
Finaliza así la temporada clasificada como la número 7 en el ranking individual de la WTA y la número 48 de dobles. 

## Torneos de Grand Slam

### Individual

#### Finalista (1)
| Año  | Campeonato        | Oponente en la final | Resultado |
| 2024 | Abierto de EE.UU. | Aryna Sabalenka      | 5-7, 5-7  |

### Dobles

#### Finalista (1)
| Año  | Campeonato    | Pareja     | Oponentes en la final               | Resultado     |
| 2022 | Roland Garros | Cori Gauff | Caroline Garcia Kristina Mladenovic | 6-2, 3-6, 2-6 |

### Dobles mixto

#### Finalista (1)
| Año  | Campeonato        | Pareja          | Oponentes en la final          | Resultado |
| 2023 | Abierto de EE.UU. | Austin Krajicek | Anna Danilina Harri Heliövaara | 3-6, 4-6  |

## Títulos WTA (16; 9+7)

### Individual (9)
| Leyenda                                |
| -------------------------------------- |
| Grand Slam (0)                         |
| Juegos Olímpicos (0)                   |
| WTA Finals (0)                         |
| WTA Elite Trophy (0)                   |
| P. Mandatory & Premier 5, WTA 1000 (3) |
| Premier, WTA 500 (4)                   |
| International, WTA 250 (3)             |

| N.º | Fecha                 | Torneo         | Superficie            | Oponente en la final | Resultado           |
| 1.  | 4 de agosto de 2019   | Washington     | Dura                  | Camila Giorgi        | 6-2, 6-2            |
| 2.  | 23 de octubre de 2022 | Guadalajara II | Dura                  | María Sákkari        | 6-2, 6-3            |
| 3.  | 13 de agosto de 2023  | Montreal       | Dura                  | Liudmila Samsónova   | 6-1, 6-0            |
| 4.  | 15 de octubre de 2023 | Seúl           | Dura                  | Yue Yuan             | 6-2, 6-3            |
| 5.  | 23 de junio de 2024   | Berlín         | Hierba                | Anna Kalinskaya      | 6-7(0), 6-4, 7-6(3) |
| 6.  | 12 de agosto de 2024  | Toronto        | Dura                  | Amanda Anisimova     | 6-3, 2-6, 6-1       |
| 7.  | 2 de marzo de 2025    | Austin         | Dura                  | McCartney Kessler    | 7-5, 6-2            |
| 8.  | 6 de abril de 2025    | Charleston     | Tierra batida (verde) | Sofia Kenin          | 6-3, 7-5            |
| 9.  | 28 de junio de 2025   | Bad Homburg    | Hierba                | Iga Swiatek          | 6-4, 7-5            |

#### Finalista (10)
| N.º | Fecha                    | Torneo            | Superficie    | Oponente en la final | Resultado     |
| 1.  | 16 de septiembre de 2018 | Quebec            | Dura (i)      | Pauline Parmentier   | 5-7, 2-6      |
| 2.  | 12 de enero de 2020      | Auckland          | Dura          | Serena Williams      | 3-6, 4-6      |
| 3.  | 7 de mayo de 2022        | Madrid            | Tierra batida | Ons Jabeur           | 5-7, 6-0, 2-6 |
| 4.  | 18 de febrero de 2023    | Doha              | Dura          | Iga Świątek          | 3-6, 0-6      |
| 5.  | 1 de octubre de 2023     | Tokio             | Dura          | Veronika Kudermétova | 5-7, 1-6      |
| 6.  | 6 de noviembre de 2023   | WTA Finals        | Dura          | Iga Świątek          | 1-6, 0-6      |
| 7.  | 19 de agosto de 2024     | Cincinnati        | Dura          | Aryna Sabalenka      | 3-6, 5-7      |
| 8.  | 7 de septiembre de 2024  | Abierto de EE.UU. | Dura          | Aryna Sabalenka      | 5-7, 5-7      |
| 9.  | 11 de enero de 2025      | Adelaida          | Dura          | Madison Keys         | 3-6, 6-4, 1-6 |
| 10. | 29 de marzo de 2025      | Miami             | Dura          | Aryna Sabalenka      | 5-7, 2-6      |

### Dobles (7)
| Leyenda                                |
| -------------------------------------- |
| Grand Slam (0)                         |
| Juegos Olímpicos (0)                   |
| WTA Finals (0)                         |
| P. Mandatory & Premier 5, WTA 1000 (3) |
| Premier, WTA 500 (2)                   |
| International, WTA 250 (2)             |

| N.º | Fecha                 | Torneos     | Superficie | Pareja         | Oponentes en la final              | Resultado           |
| --- | --------------------- | ----------- | ---------- | -------------- | ---------------------------------- | ------------------- |
| 1.  | 9 de enero de 2022    | Melbourne I | Dura       | Asia Muhammad  | Sara Errani Jasmine Paolini        | 6-3, 6-1            |
| 2.  | 25 de febrero de 2022 | Doha        | Dura       | Cori Gauff     | Veronika Kudermétova Elise Mertens | 3-6, 7-5, [10-5]    |
| 3.  | 6 de agosto de 2022   | Washington  | Dura       | Erin Routliffe | Anna Kalinskaya Caty McNally       | 6-3, 5-7, [12-10]   |
| 4.  | 14 de agosto de 2022  | Toronto     | Dura       | Cori Gauff     | Nicole Melichar Ellen Perez        | 6-4, 6-7(5), [10-5] |
| 5.  | 16 de octubre de 2022 | San Diego   | Dura       | Cori Gauff     | Gabriela Dabrowski Giuliana Olmos  | 1-6, 7-5, [10-4]    |
| 6.  | 17 de febrero de 2023 | Doha        | Dura       | Cori Gauff     | Lyudmyla Kichenok Jeļena Ostapenko | 6-4, 2-6, [10-7]    |
| 7.  | 2 de abril de 2023    | Miami       | Dura       | Cori Gauff     | Leylah Fernandez Taylor Townsend   | 7-6(6), 6-2         |

#### Finalista (5)
| N.º | Fecha                 | Torneo        | Superficie    | Pareja           | Oponentes en la final                 | Resultado     |
| --- | --------------------- | ------------- | ------------- | ---------------- | ------------------------------------- | ------------- |
| 1.  | 5 de junio de 2022    | Roland Garros | Tierra batida | Cori Gauff       | Caroline Garcia Kristina Mladenovic   | 6-2, 3-6, 2-6 |
| 2.  | 7 de mayo de 2023     | Madrid        | Tierra batida | Cori Gauff       | Victoria Azarenka Beatriz Haddad Maia | 1-6, 4-6      |
| 3.  | 20 de mayo de 2023    | Roma          | Tierra batida | Cori Gauff       | Storm Hunter Elise Mertens            | 4-6, 4-6      |
| 4.  | 3 de marzo de 2024    | San Diego     | Dura          | Desirae Krawczyk | Nicole Melichar Ellen Perez           | 1-6, 2-6      |
| 5.  | 13 de octubre de 2024 | Wuhan         | Dura          | Asia Muhammad    | Anna Danilina Irina Khromacheva       | 3-6, 6-7(6)   |

## Clasificación en torneos del Grand Slam
| Torneo           | 2011 | 2012 | 2013 | 2014 | 2015 | 2016 | 2017 | 2018 | 2019 | 2020 | 2021 | 2022 | 2023 | G-P   | Títulos |
| ---------------- | ---- | ---- | ---- | ---- | ---- | ---- | ---- | ---- | ---- | ---- | ---- | ---- | ---- | ----- | ------- |
| Australia        | -    | -    | Q1   | -    | -    | Q2   | -    | -    | -    | 1R   | CF   | CF   | CF   | 12-4  | 0/4     |
| Roland Garros    | -    | -    | Q2   | -    | Q3   | Q1   | -    | -    | 1R   | 1R   | 3R   | CF   | 3R   | 8-5   | 0/5     |
| Wimbledon        | -    | -    | Q1   | -    | Q3   | Q2   | -    | -    | 1R   | ND   | 2R   | 3R   | CF   | 7-4   | 0/4     |
| Estados Unidos   | Q2   | Q2   | -    | -    | 2R   | 1R   | Q1   | Q3   | 1R   | 3R   | 3R   | CF   | 3R   | 12-7  | 0/7     |
| Ganados/Perdidos | 0-0  | 0-0  | 0-0  | 0-0  | 1-1  | 0-1  | 0-0  | 0-0  | 0-3  | 2-3  | 9-4  | 14-4 | 13-4 | 39-20 | 0/20    |

## Títulos ITF

### Dobles (6)
| Torneos de $100 000 |
| Torneos de $80 000  |
| Torneos de $60 000  |
| Torneos de $25 000  |
| Torneos de $15 000  |
| Torneos de $10 000  |

| N.º | Fecha                  | Torneos                  | Superficie    | Pareja           | Oponentes                              | Resultado        |
| --- | ---------------------- | ------------------------ | ------------- | ---------------- | -------------------------------------- | ---------------- |
| 1.  | 30 de octubre de 2011  | Saguenay, Canadá         | Dura (i)      | Tímea Babos      | Gabriela Dabrowski Marie-Ève Pelletier | 6-4, 6-3         |
| 2.  | 22 de abril de 2012    | Dothan, Estados Unidos   | Tierra batida | Eugenie Bouchard | Gabriela Dabrowski Marie-Ève Pelletier | 6-4, 4-6, [10-5] |
| 3.  | 6 de mayo de 2012      | Gifu, Japón              | Dura          | Zheng Saisai     | Chan Chin-wei Hsu Wen-hsin             | 6-4, 3-6, [10-4] |
| 4.  | 15 de octubre de 2017  | Sumter, Estados Unidos   | Dura          | Taylor Townsend  | Alexandra Mueller Caitlin Whoriskey    | 4–6, 7–5, [10–5] |
| 5.  | 4 de noviembre de 2017 | Tyler, Estados Unidos    | Dura          | Taylor Townsend  | Jamie Loeb Rebecca Peterson            | 6–4, 6–1         |
| 6.  | 15 de julio de 2018    | Honolulu, Estados Unidos | Dura          | Misaki Doi       | Tayler Johnson Ashley Lahey            | 7-6(4) 6-3       |

## Victorias contra jugadoras del top 10
| Temporada | 2021 | 2022 | 2023 | Total |
| --------- | ---- | ---- | ---- | ----- |
| Victorias | 7    | 3    | 8    | 18    |

| #    | Player            | Rank   | Evento         | Superficie    | Ronda | Resultado          | RJP    |
| 2021 |                   |        |                |               |       |                    |        |
| 1.   | Elina Svitolina   | N.º 5  | AO             | Dura          | 4R    | 6–4, 3–6, 6–3      | N.º 61 |
| 2.   | Karolína Plíšková | N.º 6  | Doha           | Dura          | QF    | 6–3, 6–1           | N.º 44 |
| 3.   | Karolína Plíšková | N.º 6  | Dubái          | Dura          | 3R    | 6–0, 6–2           | N.º 36 |
| 4.   | Karolína Plíšková | N.º 6  | Miami          | Dura          | 3R    | 6–1, 4–6, 6–4      | N.º 33 |
| 5.   | Naomi Osaka       | N.º 2  | Roma           | Tierra batida | 2R    | 7–6(7–2), 6–2      | N.º 31 |
| 6.   | Karolína Plíšková | N.º 10 | Berlín         | Hierba        | 2R    | 7–5, 6–2           | N.º 26 |
| 7.   | Elina Svitolina   | N.º 7  | Indian Wells   | Dura          | 4R    | 6–1, 6–1           | N.º 24 |
| 2022 |                   |        |                |               |       |                    |        |
| 8.   | Maria Sakkari     | N.º 8  | AO             | Dura          | 4R    | 7–6(7–0), 6–3      | N.º 21 |
| 9.   | Paula Badosa      | N.º 6  | Miami          | Dura          | QF    | 4–1, ret.          | N.º 21 |
| 10.  | Maria Sakkari     | N.º 6  | Guadalajara II | Dura          | F     | 6–2, 6–3           | N.º 5  |
| 2023 |                   |        |                |               |       |                    |        |
| 11.  | Iga Świątek       | N.º 1  | United Cup     | Dura          | SF    | 6–2, 6–2           | N.º 3  |
| 12.  | Maria Sakkari     | N.º 7  | Doha           | Dura          | SF    | 6–2, 4–6, 6–1      | N.º 4  |
| 13.  | Cori Gauff        | N.º 7  | Montreal       | Dura          | QF    | 6–2, 5–7, 7–5      | N.º 3  |
| 14.  | Iga Świątek       | N.º 1  | Montreal       | Dura          | SF    | 6–2, 6–7(4–7), 6–4 | N.º 3  |
| 15.  | Maria Sakkari     | N.º 6  | Tokio          | Dura          | SF    | 6–2, 6–3           | N.º 4  |
| 16.  | Elena Rybákina    | N.º 4  | WTA Finals     | Dura          | RR    | 7–5, 6–2           | N.º 5  |
| 17.  | Aryna Sabalenka   | N.º 1  | WTA Finals     | Dura          | RR    | 6–4, 6–3           | N.º 5  |
| 18.  | Maria Sakkari     | N.º 9  | WTA Finals     | Dura          | RR    | 6–3, 6–2           | N.º 5  |

## Vida personal
Es la hija mayor de Kim Pegula y  del magnate del gas natural y empresario deportivo Terry Pegula. Actualmente tiene residencia en el Condado de Palm Beach (Florida). En agosto de 2016, junto con su hermana menor Kelly Pegula, inició un negocio de comida llamado The Healthy Scratch, en Búfalo (Nueva York).
En el 2017 lanzó al mercado su línea de cuidado de piel llamada Ready 24.